# Sançac (Alt Loira)
Sanssac-l'Église és un municipi francès situat al departament de l'Alt Loira i a la regió d'Alvèrnia-Roine-Alps. L'any 2007 tenia 1.005 habitants.

## Demografia

### Població
El 2007 la població de fet de Sanssac-l'Église era de 1.005 persones. Hi havia 371 famílies de les quals 67 eren unipersonals (28 homes vivint sols i 39 dones vivint soles), 130 parelles sense fills, 146 parelles amb fills i 28 famílies monoparentals amb fills.
La població ha evolucionat segons el següent gràfic:
Habitants censats

### Habitatges
El 2007 hi havia 450 habitatges, 383 eren l'habitatge principal de la família, 24 eren segones residències i 43 estaven desocupats. 442 eren cases i 9 eren apartaments. Dels 383 habitatges principals, 349 estaven ocupats pels seus propietaris, 26 estaven llogats i ocupats pels llogaters i 9 estaven cedits a títol gratuït; 3 tenien dues cambres, 39 en tenien tres, 130 en tenien quatre i 211 en tenien cinc o més. 235 habitatges disposaven pel capbaix d'una plaça de pàrquing. A 115 habitatges hi havia un automòbil i a 249 n'hi havia dos o més.

### Piràmide de població
La piràmide de població per edats i sexe el 2009 era:
| Homes | Edats   | Dones |
| ----- | ------- | ----- |
| 0     | 95 o +  | 0     |
| 0     | 90 a 94 | 8     |
| 12    | 85 a 89 | 4     |
| 4     | 80 a 84 | 4     |
| 16    | 75 a 79 | 24    |
| 24    | 70 a 74 | 20    |
| 8     | 65 a 69 | 12    |
| 12    | 60 a 64 | 8     |
| 20    | 55 a 59 | 28    |
| 52    | 50 a 54 | 40    |
| 48    | 45 a 49 | 44    |
| 16    | 40 a 44 | 20    |
| 44    | 35 a 39 | 36    |
| 32    | 30 a 34 | 32    |
| 32    | 25 a 29 | 28    |
| 24    | 20 a 24 | 12    |
| 24    | 15 a 19 | 40    |
| 16    | 10 a 14 | 44    |
| 20    | 5 a 9   | 48    |
| 32    | 0 a 4   | 16    |

## Economia
El 2007 la població en edat de treballar era de 651 persones, 460 eren actives i 191 eren inactives. De les 460 persones actives 440 estaven ocupades (227 homes i 213 dones) i 20 estaven aturades (5 homes i 15 dones). De les 191 persones inactives 87 estaven jubilades, 62 estaven estudiant i 42 estaven classificades com a «altres inactius».

### Ingressos
El 2009 a Sanssac-l'Église hi havia 397 unitats fiscals que integraven 1.074,5 persones, la mediana anual d'ingressos fiscals per persona era de 18.268 €.

### Activitats econòmiques
Dels 44 establiments que hi havia el 2007, 1 era d'una empresa alimentària, 1 d'una empresa de fabricació d'altres productes industrials, 14 d'empreses de construcció, 7 d'empreses de comerç i reparació d'automòbils, 3 d'empreses de transport, 4 d'empreses d'hostatgeria i restauració, 1 d'una empresa financera, 1 d'una empresa immobiliària, 3 d'empreses de serveis, 4 d'entitats de l'administració pública i 5 d'empreses classificades com a «altres activitats de serveis».
Dels 19 establiments de servei als particulars que hi havia el 2009, 3 eren tallers de reparació d'automòbils i de material agrícola, 6 paletes, 1 guixaire pintor, 1 fusteria, 1 lampisteria, 3 electricistes, 2 restaurants, 1 agència immobiliària i 1 saló de bellesa.
L'únic establiment comercial que hi havia el 2009 era una fleca.
L'any 2000 a Sanssac-l'Église hi havia 27 explotacions agrícoles que ocupaven un total de 980 hectàrees.

## Equipaments sanitaris i escolars
El 2009 hi havia 2 escoles elementals.

## Poblacions més properes
El següent diagrama mostra les poblacions més properes.